# Wolf Alice
Wolf Alice je britská čtyřčlenná kapela hrající alternativní rock, vznikla původně jako dvoučlenné těleso v roce 2010. V současnosti jsou jejími členy Ellie Rowsell (zpěv, kytara), Joff Oddie (kytara, zpěv), Theo Ellis (basová kytara), a Joel Amey (bicí, zpěv).
Svůj oficiální debutový single Fluffy vydali v únoru 2013, v květnu téhož roku pak single Bros. V říjnu 2013 vyšlo první oficiální EP Blush, druhé oficiální EP Creature Songs pak vyšlo v květnu 2014. V únoru 2015 pak vydali skladbu Giant Peach, která byla vlajkovým singlem k prvnímu plnohodnotnému albu My Love is Cool, které vyšlo v červnu téhož roku. V nadcházejícím se období se single Moaning Lisa Smile dobře umisťoval v britských hudebních hitparádách a byl nominován na cenu Grammy za nejlepší rockový počin za rok 2016.
Kapela vydala své druhé plnohodnotné album Visions of a Life v září 2017, třetí studiové album Blue Weekend vyšlo v roce 2021.